# Supertramp. Autobiographie eines Vagabunden

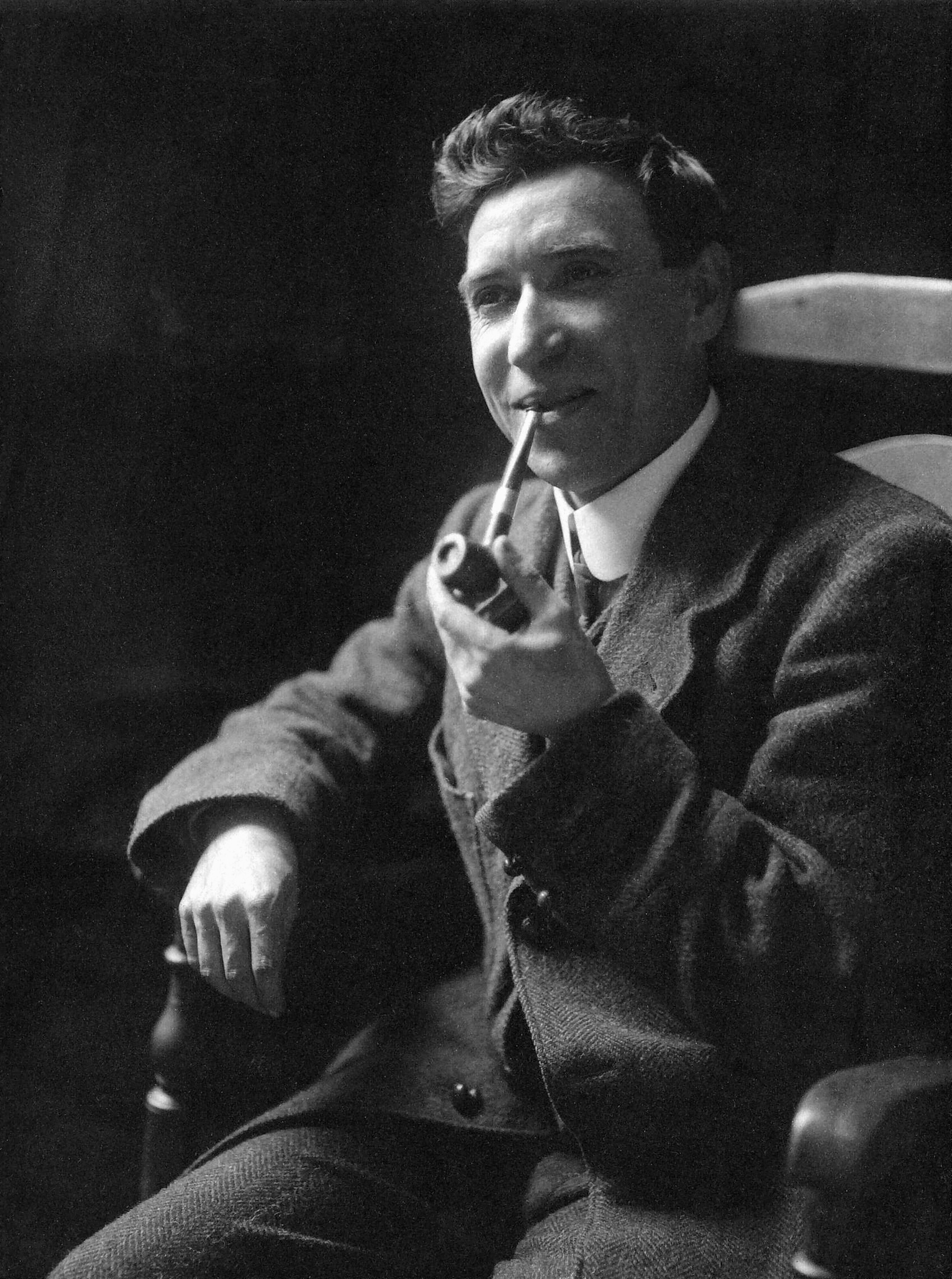
Der Autor W. H. Davies 1915

Supertramp. Autobiographie eines Vagabunden (engl. Originaltitel: The Autobiography of a Super-Tramp) ist eine 1908 veröffentlichte Erzählung des walisischen Dichters und Schriftstellers William Henry Davies (1871–1940). Die Musikgruppe Supertramp hat sich nach dem Titel benannt.

## Inhalt
Die Erzählung schildert das einfache Leben in England und den USA zur Zeit der vorletzten Jahrhundertwende aus der zeitlos-distanzierten Perspektive eines ungebunden umherziehenden Intellektuellen. Das Buch basiert auf selbsterlebten Erfahrungen des Autors. Davies war im Alter von 22 Jahren in die USA ausgewandert und hatte sich dort als Landstreicher (Tramp), Matrose und Gelegenheitsarbeiter durchs Leben geschlagen. Nachdem er beim Versuch, auf einen fahrenden Zug aufzuspringen, ein Bein verlor, kehrte er nach Großbritannien zurück. Unfähig zu körperlich schwerer Arbeit begann er mit dem Schreiben.

## Deutsche Ausgabe
- William Henry Davies: Supertramp: Autobiographie eines Vagabunden. Mit einem Vorwort von George Bernard Shaw. Aus dem Englischen übertragen von Ursula von Wiese. Nachwort von Horst Meller. Manesse Verlag, Zürich 1985, ISBN 3-7175-1686-8